# Aunud
Aunud (en árabe: اونوت‎, en francés: Aounoute) es una localidad marroquí perteneciente al municipio de Beni Bu Frah, en la región de Tánger-Tetuán-Alhucemas. Desde 1912 hasta 1956 perteneció a la zona norte del Protectorado español de Marruecos.